# Hypotheses non fingo

« Hypotheses non fingo » (latin pour « Je n'avance pas d'hypothèses » ou « Je n'imagine pas d'hypothèses ») est une phrase célèbre employée par Isaac Newton dans son essai intitulé General Scholium (en) qui fut ajouté à la seconde édition (1713) de ses Principia. 

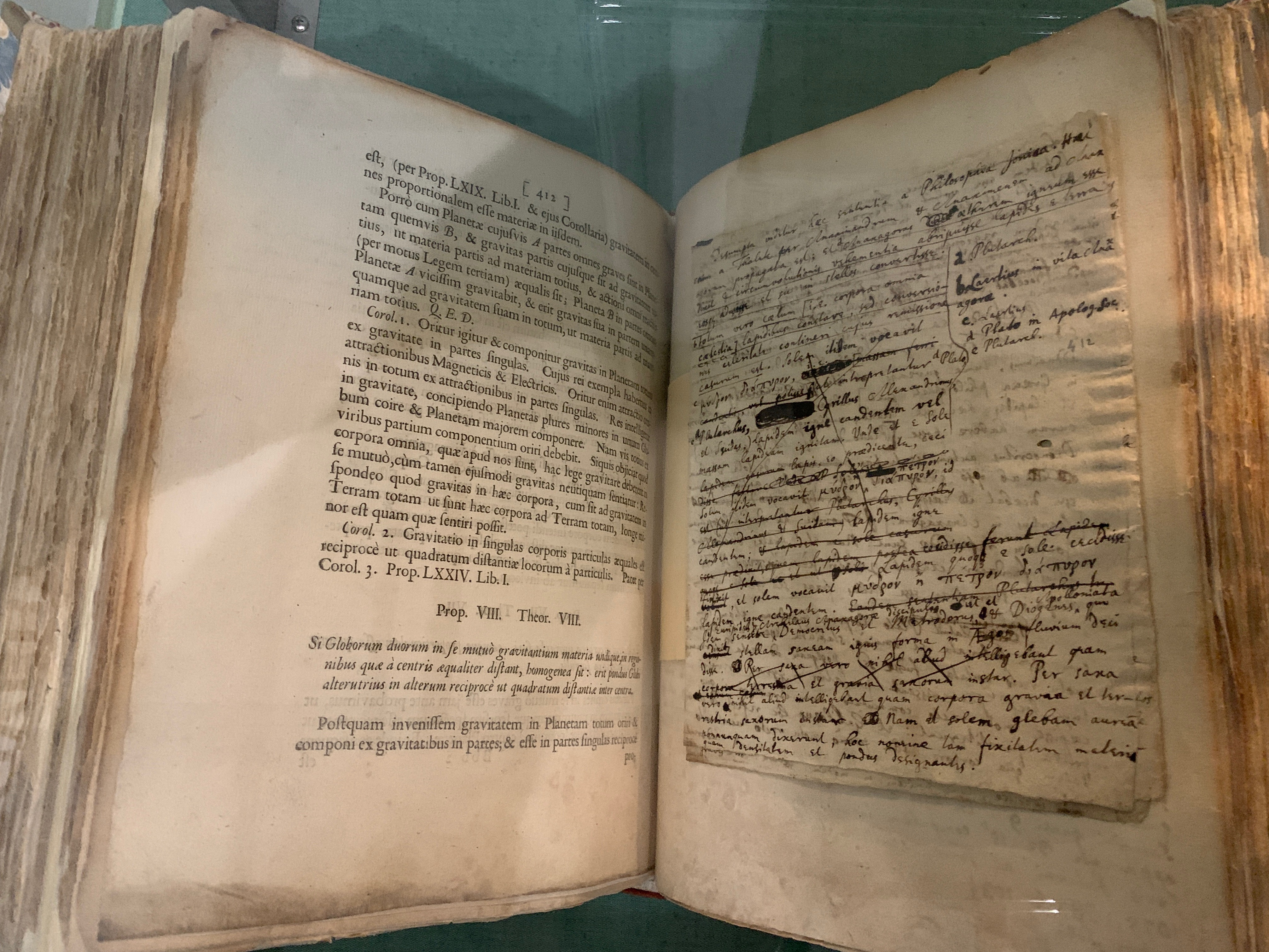
Exemplaire personnel d'Isaac Newton de la première édition des Philosophiæ Naturalis Principia Mathematica annoté par lui en vue de la seconde édition.

Newton y expose sa méthode : d'abord analyser les phénomènes, ensuite proposer en synthèse l'explication des phénomènes observés en rassemblant les propriétés analysées dans une perspective mécaniste ; l'induction généralise cette explication à des phénomènes proches. Son Hypotheses non fingo ne signifie pas que toute hypothèse doive être rejetée, mais que doit l'être toute spéculation sans base dans les phénomènes observés.
| Texte original en latin | Traduction française par Émilie du Châtelet |
| --- | --- |
| Gravitas in Solem componitur ex gravitatibus in singulas Solis particulas, & recedendo a Sole descrescit accurate in duplicata ratione distantiarum ad usque orbem Saturni, ut ex quiete Apheliorum Planetarum manifestum est, & ad usque ultima Cometarum Aphelia, si modo Aphelia illa quiescant. Rationem vero harum Gravitatis proprietatum ex Phænomenis nondum potui deducere, & Hypotheses non fingo. Quicquid enim ex Phænomenis non deducitur, Hypothesis vocanda est; & Hypotheses seu Metaphysicæ, seu Physicæ, seu Qualitatum occultarum, seu Mechanicæ, in Philosophia Experimentali locum non habent. In hac Philosophia Propositiones deducuntur ex Phænomenis, & redduntur generales per Inductionem. Sic impenetrabilitas, mobilitas, & impetus corporum & leges motuum & gravitatis innotuerunt. Et satis est quod Gravitas revera existat, & agat secundum leges a nobis expositas, & ad corporum cælestium & maris nostri motus omnes sufficiat. | La gravité vers le Soleil est composée des gravités vers chacune de ses particules, & elle décroît exactement, en s’éloignant du Soleil, en raison doublée des distances, & cela jusqu’à l’orbe de Saturne, comme le repos des aphélies des planétes le prouve, & elle s’étend jusqu’aux dernieres aphélies des comètes, si ces aphélies sont en repos. Je n’ai pû encore parvenir à déduire des phénomenes la raison de ces propriétés de la gravité, & je n’imagine point d’hypothèses. Car tout ce qui ne se déduit point des phénomenes est une hypothèse: & les hypothèses, soit métaphysiques, soit physiques, soit mécaniques, soit celles des qualités occultes, ne doivent pas être reçues dans la philosophie expérimentale. Dans cette philosophie, on tire les propositions des phénomenes, & on les rend ensuite générales par induction. C’est ainsi que l’impénétrabilité, la mobilité, la force des corps, les loix du mouvement, & celles de la gravité ont été connues. Et il suffit que la gravité existe, qu’elle agisse selon les loix que nous avons exposées, & qu’elle puisse expliquer tous les mouvemens des corps célestes & ceux de la mer. |